# Cinéma zimbabwéen

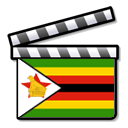
Un clap aux couleurs du drapeau zimbabwéen.

Le cinéma zimbabwéen fait référence au cinéma du pays de Zimbabwe, connu avant 1980 sous les noms de Rhodésie ou Rhodésie du Sud.
Le Zimbabwe possède une culture cinématographique active qui comprend des films réalisés au Zimbabwe pendant les périodes pré et post-coloniales. La crise économique et la crise politique ont été des caractéristiques de l'industrie. Une publication des années 1980 comptabilisait 14 cinémas dans la capitale du Zimbabwe, Harare. Selon un rapport de 1998, seule 15 % de la population était allée au cinéma. Des films européens et américains ont été tournés sur place au Zimbabwe, ainsi que des films indiens. Les films américains sont populaires au Zimbabwe, mais leur distribution est soumise à des restrictions.

## Histoire
La Colonial Film Unit (en) de Grande-Bretagne était active au Zimbabwe,. Le gouvernement post-colonial du Zimbabwe s'est efforcé de soutenir le développement du cinéma. L'Allemagne a contribué au financement d'un programme de formation et de production cinématographique.
Parmi les réalisateurs zimbabwéens figurent Tsitsi Dangarembga, Rumbi Katedza, Roger Hawkins, Godwin Mawuru, Michael Raeburn, Farai Sevenzo, Ingrid Sinclair, Sydney Taivavashe et Edwina Spicer.
Les acteurs zimbabwéens comprennent : Munya Chidzonga, Tongayi Chirisa, Adam Croasdell, John Indi, Dominic Kanaventi, Edgar Langeveldt, Tawanda Manyimo, Cont Mhlanga et Lucian Msamati. Les actrices zimbabwéennes comprennent Chipo Chung, Carole Gray, Kubi Indi et Sibongile Mlambo.
Plusieurs films couvrent la Guerre rhodésienne du Bush.
Le Zimbabwe accueille le Festival international du film d'images pour les femmes et le Festival international du film du Zimbabwe.
Keith Shiri est un conservateur de films zimbabwéen.

## Liste de films zimbabwéens
La liste suivante présente soit des films de production zimbabwéenne, soit des films tournés au Zimbabwe, soit des films concernant l'histoire du Zimbabwe ou de la Rhodésie.
- 1968 : Shangani Patrol (en) de David Millin
- 1976 : Le Souffle de la mort (Albino) de Jürgen Goslar
- 1985 : Allan Quatermain et les Mines du roi Salomon (King Solomon's Mines) de J. Lee Thompson
- 1987 : Kizhakku Africavil Sheela (ta) (கிழக்கு ஆப்பிரிக்காவில் ஷீலா) de Dwarakish
- 1988 : Un monde à part (A World Apart) de Chris Menges
- 1994 : Jit de Michael Raeburn[8]
- 1990 : Chasseur blanc, cœur noir (White Hunter, Black Heart) de Clint Eastwood
- 1993 : Neria de Godwin Mawuru
- 1995 : Everyone's Child de Tsitsi Dangarembga
- 1996 : Flame d'Ingrid Sinclair
- 2000 : Lumumba de Raoul Peck
- 2000 : Forbidden Fruit de Sue Maluwa-Bruce, Beate Kunath et Yvonne Zückmantel
- 2003 : The Legend of the Sky Kingdom, animation de Roger Hawkins
- 2005 : Tanyaradzwa (en) de Tawanda Gunda Mupengo
- 2009 : Mugabe et l'Africain blanc (en) (Mugabe and the White African) de Lucy Bailey et Andrew Thompson
- 2010 : iThemba (en) de Elinor Burkett (en)
- 2013 : Something Nice from London (en) de Nick Marcq
- 2014 : Democrats (en) de Camilla Nielsson
- 2018 : Thandie's Diary (en) d'Eddie Ndhlovu
- 2020 : Gonarezhou de Sydney Taivavashe